# حسين درخشان
حسين درخشان مدون وصحفي إيراني كندي ولد في 7 يناير عام 1975، عمل في الصحافة في وقت مبكر عام 1999، وفي عام 2000 اكتشف طريقة للكتابة في محرك البحث جوجل باللغة الفارسية التي لم تكن موجودة من قبل، حيث يعود الفضل إليه في بدء ثورة التدوين في إيران ، حيث تمكن الآلاف من المدونين الإيرانيين نشر مدوناتهم باللغة الفارسية حيث لقب بـ "كبير المدونين الإيرانيين"، وهو أيضاً أحد مؤسسي موقع الأصوات العالمية كما أنه قام بمداخلات في وسائل الإعلام العالمية.

## تعليمه
بدأ حسين درخشان تعليمه في مدرسة نيكان، ودرس الثانوية في المدرسة الثانوية في طهران، وقد درس في جامعة بتشهي وحصل على درجة البكالوريوس في علم الاجتماع في جامعة تورونتو، وهو حاصل على درجة الماجستير في الدراسات السينمائية ووسائل الإعلام في جامعة لندن (SOAS).

## مغادرته إلى كندا
في ديسمبر من عام 2000 غادر إيران متجهاً إلى تورونتو بكندا ليعمل في الصحافة، لكنه عمل في صحيفتين كانت العلاقة بينهما وبين السلطات الإيرانية علاقةً متواترةً، حيث حصل على الجنسية الكندية وقتها، وأنشأ مدونات أثناء استقراره في كندا.

## مؤتمر ويكيمانيا

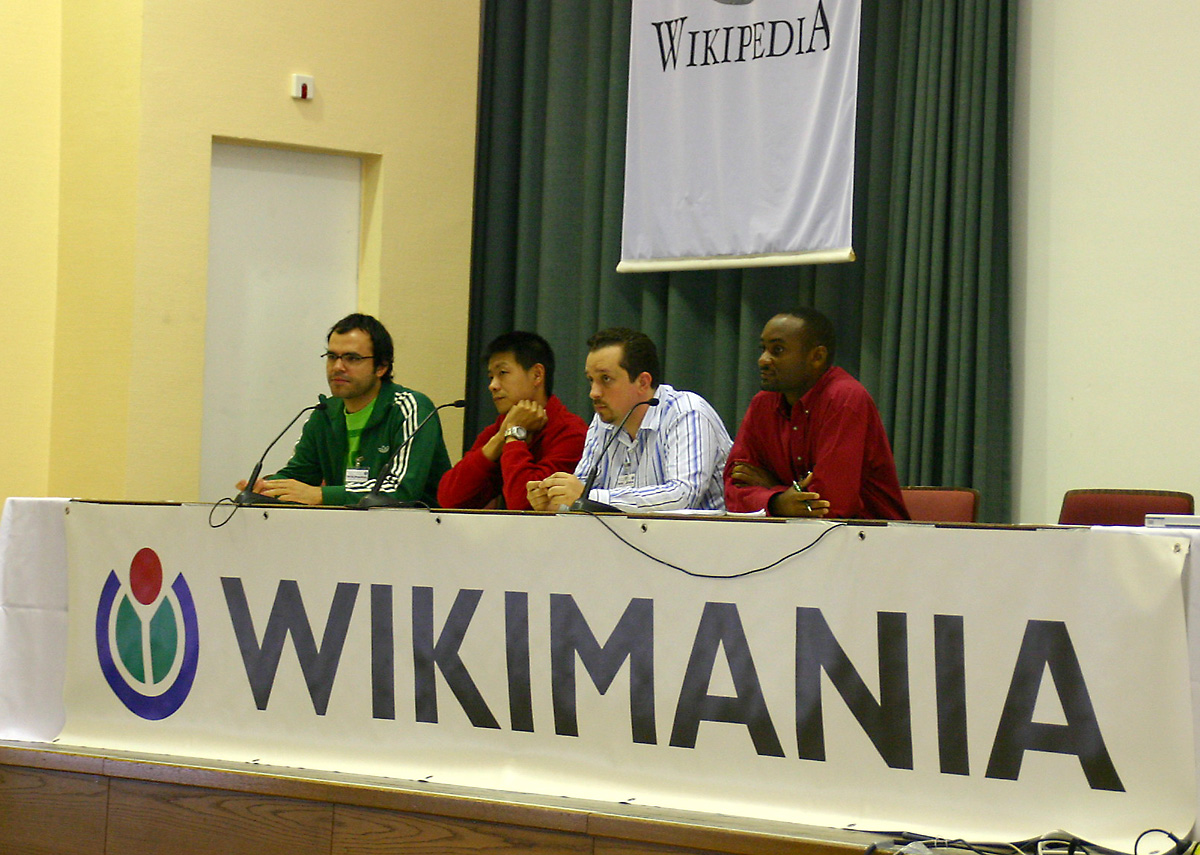
لوحة الأصوات العالمية مؤتمر ويكيمانيا عام 2005، حسين درخشان (على اليسار)

في عام 2005 غادر إلى فرانكفورت بألمانيا لحضور مؤتمر الويكيمانيا فيما يتعلق باستخدام مكمل الويكي في الإصلاح السياسي ونمو الديمقراطية في إيران.

## زيارته إسرائيل وانتقاده إيران
قرر درخشان عام 2006 زيارة إسرائيل وتحديداً في تل أبيب بجواز سفره الكندي لبدء الحوار بين الشعب الإيراني والشعب الإسرائيلي ليظهر أنها ليست عدوةً لدودةً لإيران، حيث كان من غير القانوني زيارة الإيرانيين لإسرائيل في ذلك الوقت وأنها أيضاً لا تعترف بازدواج الجنسية وأكد خلال زيارته أن الصحافة الإيرانية هي الأكثر حرية في الشرق الأوسط، حيث انتقد الرئيس الإيراني محمود أحمدي نجاد وأساء إليه وإلى إيران، كما أنه انتقد منظمات حقوق الإنسان بسبب عدم إعطاء إيران حقها في امتلاك الأسلحة النووية، كما أنه أصبح شخصية مثيرة للجدل، حيث أصدر تصريات مؤيدةً للرئيس محمود أحمدي نجاد كمحاولةٍ لتهدئة الأوضاع حتى يتمكن من العودة إلى إيران، لكن هذه التصريحات أساءت إلى معجبيه من المدونين الإيرانيين.

## اعتقاله والإفراج عنه
بعد أن عاد إلى إيران اكتشف أن حساباته وتصريحاته عن الرئيس محمود أحمدي نجاد كانت خاطئة حيث اعتقل في طهران في شهر نوفمبر عام 2008 لأسباب منها زيارته لإسرائيل، حيث أصدر عليه حكم في شهر سبتمبر عام 2010 بتهمة التعاون مع دولٍ معاديةٍ وبالإساءة إلى الإسلام وتشجيع الجماعات والمنظمات المعادية للثورة الإيرانية، حيث حكم عليه بالإعدام شنقاً، لكنه نجا من هذا الحكم، وحكم عليه بالسجن مدة 19 عاماً وتغريمه مبالغ كبيرة حيث أدين بممارسته دعايات ضد النظام الإسلامي. لكنه أُطلق سراحه في نوفمبر في نوفمبر عام 2014 بعد عفوٍ من علي خامنئي.